# Simina Tănăsescu
Elena Simina Tănăsescu (n. 18 iulie 1968) este un jurist român care în prezent ocupă funcția de Președinte al Curții Constituționale, fiind numită judecător în 2019 de către Președintele României.
Aceasta este profesor universitar la Facultatea de Drept a Universității din București, la materia Drept Constituțional.

## Biografie
Simina Tănăsescu a absolvit Facultatea de Drept a Universității din București în 1991. 
Între 1991 și 1993 a funcționat ca judecător la Judecătoria Sectorului 1 din București. 
În 2006 a obținut titlul de profesor universitar în drept constituțional.
Între 2015 și 2018 a fost consilier prezidențial al Președintelui Klaus Iohannis.
Pe 13 iulie 2025, ea a fost aleasă Președinte al Curții Constituționale a României (CCR).